# آشیل اسخلسترات
آشیل اسخلسترات (هلندی: Achille Schelstraete; ۳۱ ژانویهٔ ۱۸۹۷ – ۷ دسامبر ۱۹۳۷) بازیکن فوتبال اهل بلژیک بود.
از باشگاه‌هایی که در آن بازی کرده‌است می‌توان به باشگاه فوتبال کورتریک و باشگاه فوتبال سرکل بروژ اشاره کرد.
وی همچنین در تیم ملی فوتبال بلژیک بازی کرده‌است.